# Fiodor Khitrouk
Fiodor Savelievitch Khitrouk (en russe : Фёдор Саве́льевич Хитру́к), né le 1er mai 1917 à Tver et mort le 3 décembre 2012 à Moscou, est un animateur et réalisateur d'animation soviétique puis russe,.

## Biographie
À Moscou, Khitrouk étudie le graphisme au Collège des arts appliqués OGIS. Diplômé en 1936, il commence à travailler aux studios Soyouzmoultfilm en 1938 en tant qu'animateur. Lors de la Seconde Guerre mondiale, il rejoint l'armée et y sera retenu jusqu'en 1948, car parlant couramment allemand il servira comme traducteur. À partir de 1962, il travaille comme réalisateur. Son premier film Histoire d'un crime a été un immense succès. Aujourd'hui, le film est considéré comme le début de la renaissance de l'animation soviétique, après vingt ans à l'ombre du réalisme socialiste.
Se démarquant des canons naturalistes de Disney, en vogue dans les films d'animation soviétiques des années 1950 à 1960, il crée son propre style, qui est laconique mais à plusieurs niveaux, non trivial et vif.
Il est réalisateur de plusieurs courts métrages d'animation, y compris des classiques tels que sa satire sociale des bureaucrates, Chelovek v ramke [L'Homme au cadre] (1966), la parabole philosophique, Ostrov (Île) (1973) sur la solitude d'un homme dans la société moderne, le film biographique Ein Junger Mann namens Engels - Ein Portrait in Briefen (1970), réalisé avec Vadim Kourtchevski, Klaus Georgi et Katja Heinitz Georgi d'après des dessins et des lettres du jeune Engels (Colombe d'or au Festival international du documentaire et du film d'animation de Leipzig et le Prix national de la République démocratique allemande en 1970), la parodie, Film, film, film (1968), et le film anti-guerre, Lev i byk [Le Lion et le taureau] (1984).
En 1987 il a reçu le Prix Findling pour l'œuvre de sa vie.
En avril 1993, Khitrouk et trois autres animateurs principaux (Iouri Norstein, Andreï Khrjanovski et Édouard Nazarov) fondent les studios SHAR, une école et studio d'animation russe.
Il reçoit un Aigle d'or en 2002 et le prix Nika en 2006, pour sa contribution exceptionnelle au cinéma russe. 
En 2008, il publie un livre en deux volumes intitulé Le métier d'animation (Профессия - аниматор).
Au cours de sa longue carrière, il obtient d'innombrables prix de tous les grands festivals de cinéma, comme la Palme d'or du court-métrage à Cannes en 1974 (pour L'Ile). Il est aussi Artiste du peuple de l'URSS.
Mort à Moscou des suites de la maladie de Parkinson, il est enterré au cimetière de Novodevitchi.

## Filmographie
Réalisateur
- 1962 : L'Histoire d'un crime (История одного преступления, Istoria odnogo prestuplenia)
- 1964 : Toptyzhka (ru) (Топтыжка)
- 1965 : Les Vacances de Boniface (Каникулы Бонифация, Kanikouly Bonifatsyia)
- 1966 : Homme dans le cadre (ru) (Человек в рамке, Tchelovek v ramke)
- 1967 : Otello 67 (ru) (Отелло-67)
- 1968 : Film, film, film (Фильм, фильм, фильм)
- 1969 : Winnie l'ourson (Винни-Пух, Winni-Poukh)
- 1970 : Jeune Friedrich Engels (ru) (Ein Junger Mann namens Engels - Ein Portrait in Briefen) avec Deutsche Film AG
- 1971 : Winnie-Pooh est invité (Винни-Пух идёт в гости, Winni-Poukh idet v gosti)
- 1972 : Winnie-Pooh et une journée de soucis (Винни-Пух и день забот, Winni-Poukh i den zabot)
- 1973 : L'Île (Остров, Ostrov)
- 1976 : Icare et les Vieux Sages (Икар и мудрецы, Ikar i moudretsy)

Animateur
- 1952 : Kachtanka (Каштанка) de Mikhaïl Tsekhanovski

## Distinctions
- Ordre du Drapeau rouge du Travail : 1971
- Ordre de la Guerre patriotique : 1985
- Ordre du Mérite pour la Patrie : 1998